# Affaire Saint-Aubin
L'affaire Saint-Aubin est le nom donné à la mort dans un accident de voiture de Jean-Claude Saint-Aubin et Dominique Kaydasch à Puget-sur-Argens dans le Var. Les gendarmes concluront que le conducteur a perdu le contrôle de son véhicule qui roulait a une vitesse excessive et qui est venu percuter un platane. Mais les déclarations d'un témoin lanceront les parents Saint-Aubin sur la piste d'un meurtre et une erreur des services secrets français, la voiture de leur fils ayant pu être confondue avec la voiture similaire d'un dirigeant de l'OAS. Après de multiples rebondissements judiciaires, toujours achevés en non lieu, un rapport en 1983 de l'Inspection générale des services judiciaires conclue que la cause la plus plausible de l'accident est la manœuvre involontaire d'un camion militaire qui se serait ensuite enfui.

## Historique

### Début de l'affaire

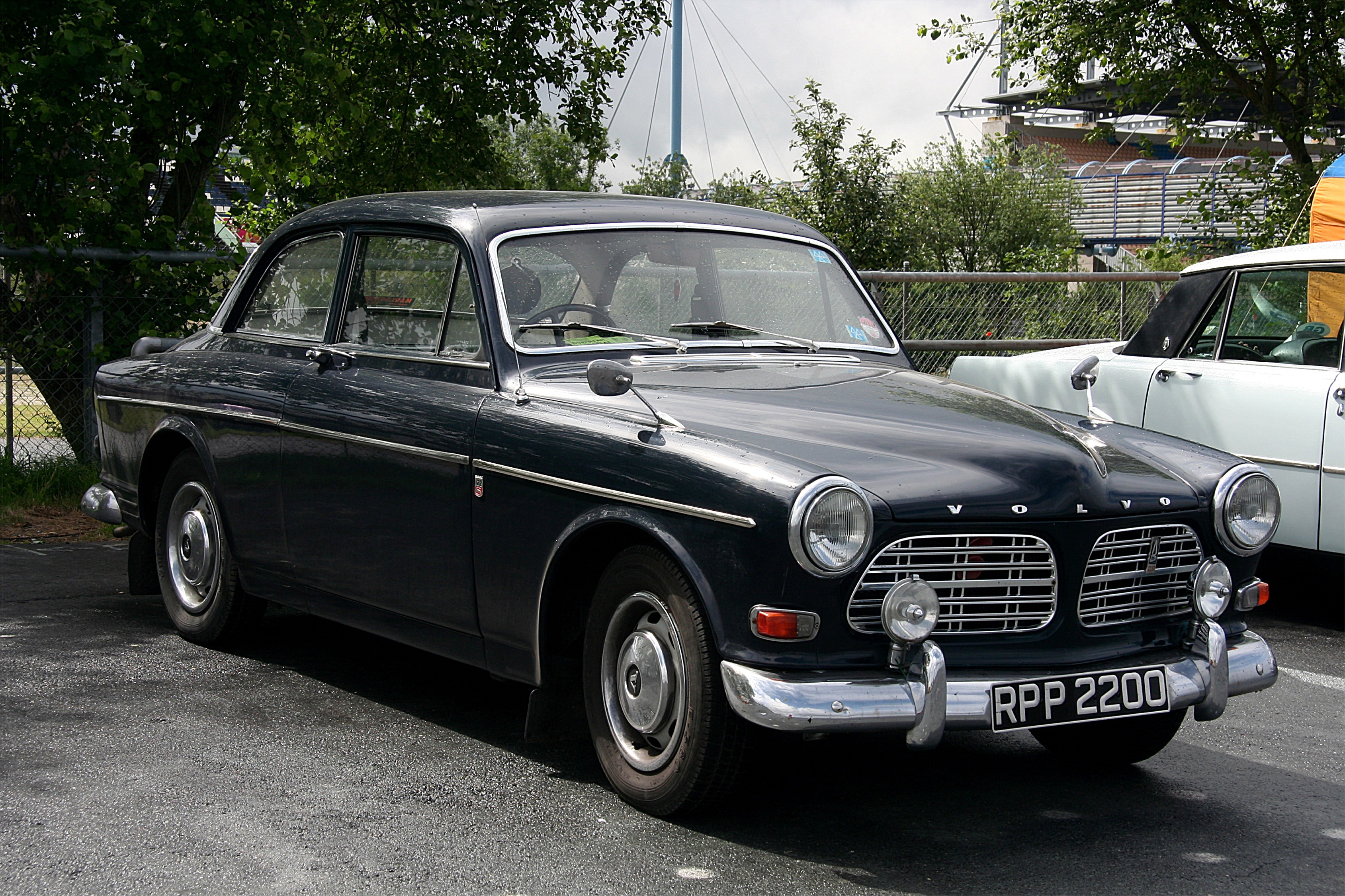
Une Volvo 122S, similaire à celle de la famille Saint-Aubin

Le 5 juillet 1964, aux Esclapes (commune de Puget-sur-Argens), près de Fréjus (Var), deux jeunes gens, Jean-Claude Saint-Aubin et Dominique Kaydasch, fils et fille de commerçants dijonnais, sont tués dans un accident de la route. Leur voiture, une Volvo 122S noire et blanche, immatriculée en Suisse, s'écrase contre un arbre. Les parents Saint-Aubin n'acceptent pas la version officielle de la gendarmerie (accident dû à une vitesse excessive sur une route mouillée) et affirment que leur fils a été victime par méprise d'un attentat des services secrets français traquant les derniers membres de l'OAS, au sortir de la guerre d'Algérie, en l’occurrence Jean Méningaud, le trésorier de l'OAS, qui utilisait une voiture similaire. Un camion militaire aurait provoqué l'accident. Un harki, Mohamed Moualkia, assure en avoir été témoin et dépose auprès des gendarmes en 1965. En 1984, il meurt, asphyxié dans son appartement, quelques jours avant une interview sur l'affaire prévue sur TF1,. Officiellement, son lit aurait pris feu à cause d'une cigarette, mais il n'était pas fumeur. C'est son témoignage qui convainc la famille Saint-Aubin que leur fils est mort par erreur.
Selon l'ouvrage de Denis Langlois paru en 2019 (L'Affaire Saint-Aubin, chapitres 4 à 6): Moualkia est le seul témoin affirmant avoir vu l'accident causé par un camion militaire "conduit par un Africain", précisant que ce camion était suivi par une Peugeot 203 noire à cocarde tricolore, qui ne s'est pas non plus arrêtée après l'accident. Les autres témoins interrogés par la Gendarmerie, dont étrangement aucun n'apercevra Moualkia, affirmeront tous qu'il n'y avait pas d'autre véhicule sur la route. Selon Denis Langlois (L'Affaire Saint-Aubin, chapitre 11), il sera cependant formellement établi en 1973 (auditions au tribunal de Draguignan) qu'aucun de ces témoins n'avait une vue du lieu de l'accident à l'instant où il s'est produit, sans que cela n'émeuve les magistrats en charge.

### Décisions de justice
Les parents Saint-Aubin portent plainte le 4 août 1964 et Monique Mabelly, juge d'instruction, mène l’enquête et détermine un non-lieu. C'est le début d'une bataille juridique au cours de laquelle 26 décisions seront rendues, jusqu'en 1990.
Selon Denis Langlois (L'Affaire Saint Aubin, chapitre 3), le non-lieu repose principalement sur la récusation du témoin Moualkia à la suite d'une « enquête » de gendarmerie démontrant, sur la base du registre d'entrée de l'usine employant Moualkia, qu'il a pris son poste de travail le dimanche 5 juillet à 5h du matin, soit deux heures avant l'accident. Or, il s'avèrera plus tard que, non seulement le registre des heures a été grossièrement maquillé (un 7 surchargé par un 5), mais que l'usine où travaille Moualkia n'ouvre pas à 5h du matin le dimanche, mais à 7h !
Le Procureur de la République de Draguignan prend rapidement une décision de classement sans suite qui ne sera jamais remise en cause, malgré les multiples recours exercés par M. et Mme Saint-Aubin. On dénombre vingt-cinq décisions rendues par divers tribunaux et la presse parle de « marathon judiciaire exceptionnel », mais aussi de « raison d'État ». Quatre-vingt-dix magistrats travaillèrent sur le dossier.
Aucune reconstitution sur place, ni confrontation entre les divers témoignages ne seront jamais réalisées par les magistrats en charge.
Las de tant de procédures, les Saint-Aubin peignent en 1977 sur l'arbre percuté par la voiture de leur fils « Ici deux tués par méprise. Crime camouflé et étouffé par les gendarmes et les magistrats du lieu lâches et serviles. ». 
La gendarmerie porte plainte en 1978, et cette fois la Justice française réagit avec célérité : en novembre 1979, le juge d'instruction du tribunal de Draguignan, Claude Gauze, déclare un non-lieu car les époux Saint-Aubin sont déséquilibrés, et cela sans recourir à l'avis d'experts.
En 1981, Robert Badinter, alors garde des sceaux, demande l'ouverture d'une enquête prise en charge par l'Inspection générale des services judiciaires,.
Au cours de sa longue instruction, l'inspection générale fait entre autres procéder en juillet 1983, soit 19 ans après les faits, à la première et unique reconstitution sur les lieux de l'accident, en présence de Moualkia et des Saint-Aubin (voir Denis Langlois, L'Affaire Saint-Aubin).
En 1985, l'Inspection générale des services estime dans son rapport final que la cause la plus plausible de l'accident est la manœuvre (involontaire cependant) d'un camion militaire, (voir Denis Langlois, ibid).
Selon Denis Langlois, la thèse d'un accident provoqué délibérément par un service action gouvernemental est au contraire jugée peu crédible par les enquêteurs de l'inspection générale. Il leur paraît peu vraisemblable d'utiliser dans ce scénario des véhicules officiels de l'armée, facilement reconnaissables à distance, et de pratiquer une intervention, à l'issue très aléatoire, à une heure où de nombreuses personnes circulent déjà sur la RN7, et à proximité immédiate d'une ferme habitée.
En septembre 1990, à la suite d'interventions politiques, notamment celles du président de la République François Mitterrand et de Robert Badinter, le médiateur de la République, Paul Legatte demande au ministère de la Justice d'allouer aux parents Saint-Aubin une indemnité de 500 000 francs pour mauvais fonctionnement de l'institution judiciaire. Le ministère de la Défense refuse de s'associer à cette indemnisation.
En 1992, un lieutenant-colonel se confie au magistrat Hubert Dujardin et parle d'« une méprise » des services spéciaux. Il retire cependant sa déclaration lors de l'enquête interne du ministère de la Défense. En 1997, c'est un ancien parachutiste qui montre aux Saint-Aubin et à un journaliste des copies d'archives militaires décrivant le projet d'attentat sur le trésorier de l'OAS, mais le ministère de la Défense considère ces documents comme des faux, au motif qu'ils seraient à entête du ministère de la Défense nationale, alors qu'en 1964, la terminologie utilisée était ministère des Armées.
En 2000, la Ligue des droits de l'homme, le Rassemblement national pour la vérité sur les « accidents » de l'armée (RNVAA), le Syndicat des avocats de France et le Syndicat de la magistrature demandent, en compagnie d’Andrée Saint-Aubin, à être reçus par la ministre de la Justice, Elisabeth Guigou pour la levée du secret défense de ces archives.

### Importance et suites
Cette affaire, qui a connu de multiples rebondissements (la découverte de faux, la disparition du dossier, une reconstitution officielle mais secrète sur les lieux, la mort suspecte de Moualkia ou les révélations d'un officier supérieur) n'a jamais été véritablement élucidée. Elle donne lieu à divers ouvrages et films qui soulignent le courage et l'opiniâtreté d'Andrée Saint-Aubin décédée en 2003. Le frère de Jean-Claude reprend ensuite l’enquête,.

### Bibliographie

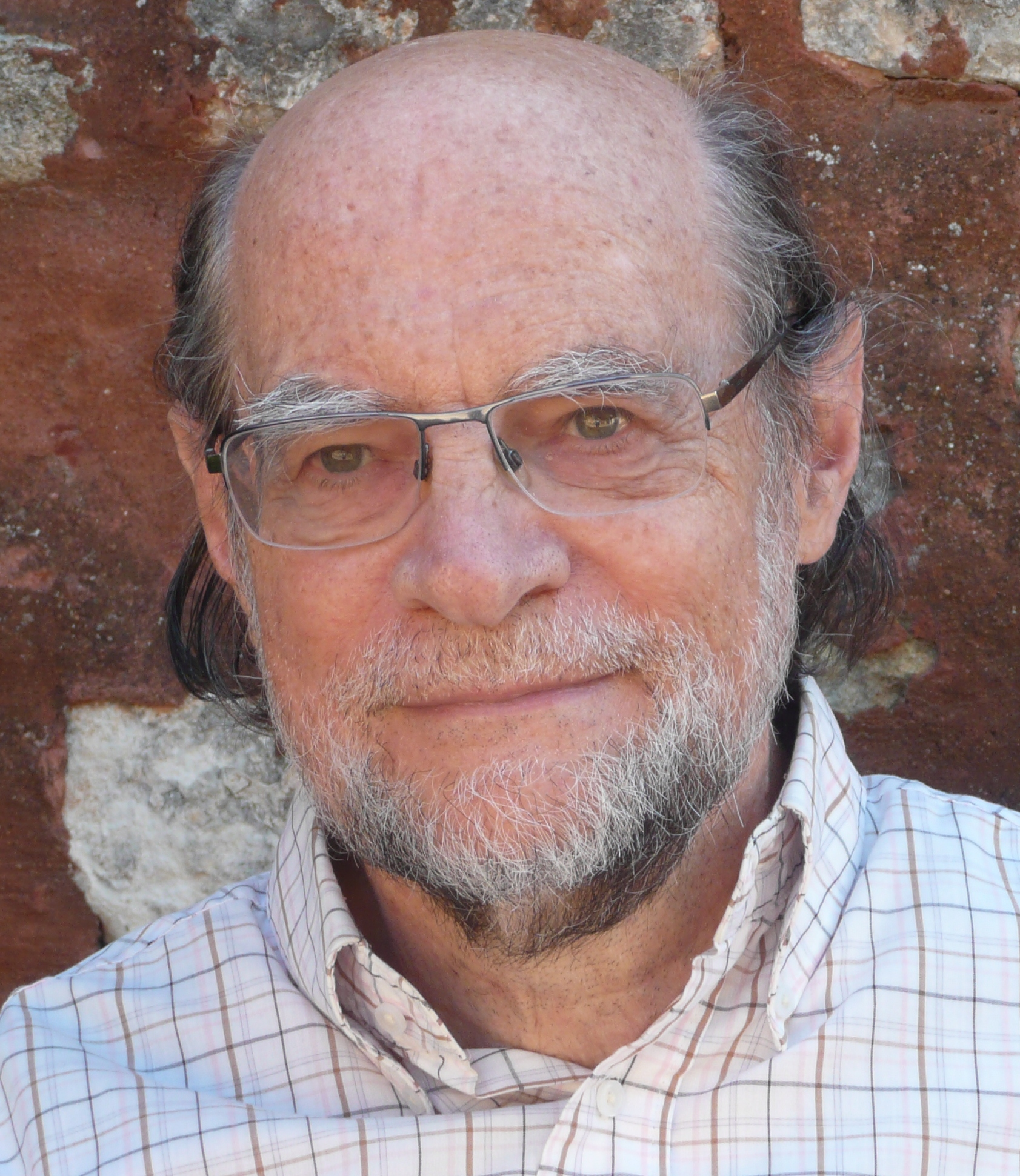
Denis Langlois, auteur de deux ouvrages notables sur l'affaire

### Filmographie
- L'Affaire Saint-Aubin, téléfilm réalisé par Jacques Vigoureux, dans le cadre de la série Vérités interdites, diffusé le 22 octobre 1985 sur TF1
- Accident volontaire, séquence de l'émission Aléas réalisée par Jacques Vigoureux, diffusée le 28 juillet 1993 sur France 3, vidéo sur le site de l'INA
- L'Affaire Saint-Aubin, une obsession de justice et de vérité, documentaire de Jean-Charles Deniau, diffusé en 2000 sur La Cinquième et sur Arte

### Émissions de radio
- L'Heure du crime, RTL. Émission du 2 octobre 2019, Affaire Saint-Aubin : 55 ans de mystère, présentée par Jacques Pradel. Invités : Denis Langlois, Patrick Meney et François Saint-Aubin[13]
- Affaires sensibles, France Inter. Émission du 3 avril 2019, L'affaire Saint-Aubin : l'étrange accident de la Nationale 7, présentée par Fabrice Drouelle. Invité : Jacques Revon[14]
- Rendez-vous avec X, France Inter. Émission du 24 octobre 1998, L'Affaire Saint-Aubin[15]
- Hondelatte raconte : l'Affaire Saint-Aubin. Émission du 4 septembre 2020[16]